# Sven Müller
Sven Müller (Burgau, 4 aprile 1980) è un ex calciatore tedesco, di ruolo centrocampista o difensore.

## Palmarès

### Club

#### Competizioni nazionali
- Campionato tedesco di seconda divisione: 1

Norimberga: 2003-2004